# Salon de l'Araignée
Le salon de l'Araignée est une manifestation artistique créée par Gus Bofa, qui se tint à onze reprises entre 1920 et 1930. Accueillant principalement des illustrateurs, l'exposition, qui présente également sculpteurs, raveurs, orfèvres, écrivains et journalistes, marquera de son empreinte l'entre-deux-guerres.

## Historique
A la fin de l’année 1919, Georges Weil, qui dirige à Paris la galerie Devambez, propose à Gus Bofa, affichiste, auteur et illustrateur alors très en vue, d’exposer ses œuvres. Au lieu de cela, ce dernier lui propose de créer un nouveau salon artistique.
Il entend ainsi « pousser les dessinateurs rescapés de la guerre », « protester contre le mouvement tristement humoriste qui avait illustré les années précédentes » et rompre en douceur avec la génération des « humoristes » cocardiers, grivois et dénués de fonds qui organisent leur propre salon et dont les « gauloiseries » tiennent toujours le haut du pavé.
Contrairement au Salon des Humoristes, le Salon de l'Araignée, ainsi que le baptisent ses fondateurs, ne s'institutionnalisera jamais. Il déjoue le rythme annuel en organisant, dès 1920, deux salons, le premier en février, le second en novembre.
Contrairement au salon des Humoristes, l'Araignée — tout en réservant une l dont, entre autres, rge place aux illustrateurs — accueille des sculpteurs, des graveurs, des orfèvres, des écrivains (principalement les auteurs d'ouvrages illustrés), des journalistes.
Bofa réunit d'abord autour de lui des amis proches : Pierre Falké, Daragnès, André Foy, Jean Oberlé et Chas Laborde, Lucien Boucher, Jules Depaquit, Henri Béraud, Francis Carco, Roland Dorgelès, Max Jacob, Lucien Guitry, Jean Galtier-Boissière,.
Les invitations sont faites sur la base du talent, y compris parmi les « humoristes » (Abel Faivre, Jean-Louis Forain, Hermann Paul, Georges Pavis, Auguste Roubille, Sem, Henri Avelot, Marcel Capy, Joseph Hémard, Jean Veber, Adolphe Willette). Jusqu’en 1924, la présence de ses derniers demeure forte, puis il disparaissent à mesure que le succès du salon de l'Araignée, où pèsent les artistes de Montparnasse, et le déclin du salon des Humoristes, où dominent les Montmartrois, n'obligent les artistes à choisir leur camp.
À partir de 1925, les anciens sont remplacés par des individualités au trait et à l'inspiration plus typés : Henri-Paul Deyvaux-Gassier, George Grosz, Frans Masereel, Maurice Van Moppès, Jean Bruller.
Avec un flair très sûr, l'Araignée accueille aussi de nombreux peintres dont, entre autres Alexeieff, Chagall. Foujita, Marie Laurencin. Dunoyer de Segonzac ou Marcel Vertès, Hermine David et son époux Jules Pascin, Daragnès, Dignimont, Jean Oberlé, Touchagues, Van Dongen, Gromaire, Dufy, Vlaminck,.

Ce salon exigeant, sélectif et reconnu, qui sera sabordé au bout d'une dizaine d'années par crainte de son institutionnalisation, occupe une place importante dans l'histoire de l'illustration,.

« Nous avions torpillé l’Araignée en 1927, parce qu’elle avait fourni toute sa carrière utile et épuisé jusqu'au bout son esprit d’aventure. Elle était morte en beauté, pavillon haut, depuis deux ans, lorsque Carlo Rim, un jeune capitaine à lunettes, vint nous demander l’autorisation de le remettre à flot... Nous avons donc accepté cette résurrection de l’Araignée et même de nous y embarquer, tous les anciens, comme passagers de pont cette fois. Notre rôle commode et décoratif y consistera à jouer les vieux loups de mer retirés des affaires, à nous promener en fumant notre pipe à longueur de journées, et de critiquer, à tout propos et hors de propos, la manœuvre de nos cadets, du haut de notre expérience... L'Araignée nouvelle, couverte de toiles, sort du port sous le signe de la Jeunesse, souhaitons lui bon vent et bonne vogue... »

— Gus Bofa, dans la préface du catalogue du Xlème et dernier salon de l'Araignée en 1930.

## Esthétique et importance
Au cours de sa brève existence, le salon  l'Araignée resta fidèle à son engagement de valoriser la qualité et la compétence artistique, la création, l'invention et le renouvellement.
Le nombre d'exposants dépassait rarement la trentaine pour 200 œuvres (rigoureusement sélectionnées) en moyenne.
Le dessin (souvent aquarellé ou colorié) restait au centre de l'exposition, mais on y voyait aussi des huiles, des gouaches, des gravures, des sculptures, des affiches, des bois sculptés, des bijoux ou des pendentifs.
Toujours rétive à l'institutionnalisation, l'Araignée ne cesse de renouveler son catalogue d'exposants, détectant avec un goût très sûr les futurs grands artistes et explorant jusqu'à l'étranger : en 1925, le salon accueille 33 dessinateurs russes pour une Exposition de caricature soviétiste.

« L’Araignée, durant sa brève existence avait révélé, sous des jours parfois inattendus, de jeunes et sûrs talents qui, en raison de leur imagination peu conforme aux normes établies de l'humour, eussent été bien mal à l'aise chez les Humoristes ; qui, sans l’initiative du grand artiste eussent privé le public d'une facette souvent étonnante, de leur génie créateur. Jouant avec adresse sur la diversité des exposants comme sur la variété des compositions présentées, Bofa était parvenu à bâtir un salon homogène, original, de nature à surprendre, chaque année, le visiteur. Les sources, les formes, les horizons de l'humour, grâce au brassage d'artistes aux multiples modes d’expression, s'étaient considérablement enrichis, contribuant du même coup au profond mouvement de la pensée, de l’art, de la culture, qui secouèrent les années d’après-guerre. »